# Кампања (Порденоне)
Кампања је насеље у Италији у округу Порденоне, региону Фурланија-Јулијска крајина.
Према процени из 2011. у насељу је живело 917 становника. Насеље се налази на надморској висини од 241 м.